# Qualifications à la Coupe d'Afrique des nations de football 2012, groupe I
Le groupe I des qualifications à la Coupe d'Afrique des nations de football 2012 est une compétition qualificative pour la phase finale de la Coupe d'Afrique des nations de football 2012, qui se déroule en janvier et février 2012 en Gabon et en Guinée équatoriale.

## Classement
| Rang | Équipe   | Pts | J | G | N | P | Bp | Bc | Diff |  | Résultats (▼ dom., ► ext.) |     |     |     |     |
| ---- | -------- | --- | - | - | - | - | -- | -- | ---- |  | -------------------------- | --- | --- | --- | --- |
| 1    | Ghana    | 16  | 6 | 5 | 1 | 0 | 13 | 1  | +12  |  | Ghana                      |     | 0-0 | 3-1 | 2-0 |
| 2    | Soudan   | 13  | 6 | 4 | 1 | 1 | 8  | 3  | +5   |  | Soudan                     | 0-2 |     | 2-0 | 3-0 |
| 3    | Congo    | 6   | 6 | 2 | 0 | 4 | 5  | 10 | -5   |  | Congo                      | 0-3 | 0-1 |     | 3-1 |
| 4    | Eswatini | 0   | 6 | 0 | 0 | 6 | 2  | 14 | -12  |  | Eswatini                   | 0-3 | 1-2 | 0-1 |     |

## Résultats
| 1re journée                  | Soudan                  | 2 - 0   | Congo | Khartoum Stadium, Khartoum   |                              |
| 4 septembre 2010 22h30 UTC+3 | El Tahir 9e · Tahir 90e | (1 - 0) |       | Arbitrage : Wellington Kaoma | Arbitrage : Wellington Kaoma |
| 4 septembre 2010 22h30 UTC+3 | Feuille de match        |         |       | Arbitrage : Wellington Kaoma | Arbitrage : Wellington Kaoma |

| 5 septembre 2010 | Eswatini         | 0 - 3   | Ghana                             | Somhlolo National Stadium, Lobamba |                          |
| 15h00 UTC+2      |                  | (0 - 1) | Ayew 13e · Tagoe 69e · Sarpei 80e | Arbitrage : Raj Seechurn           | Arbitrage : Raj Seechurn |
| 15h00 UTC+2      | Feuille de match |         |                                   | Arbitrage : Raj Seechurn           | Arbitrage : Raj Seechurn |

| 2e journée                  | Congo                             | 3 - 1   | Eswatini     | Stade Alphonse Massamba-Débat, Brazzaville |                             |
| 10 octobre 2010 15h30 UTC+1 | Mouko 21e (Pen) · Sembolo 35e 74e | (2 - 1) | Christie 37e | Arbitrage : Muhmed Ssegonga                | Arbitrage : Muhmed Ssegonga |
| 10 octobre 2010 15h30 UTC+1 | Feuille de match                  |         |              | Arbitrage : Muhmed Ssegonga                | Arbitrage : Muhmed Ssegonga |

| 10 octobre 2010 | Ghana            | 0 - 0   | Soudan | Baba Yara Stadium, Kumasi                     |                                               |
| 17h00 UTC+0     |                  | (0 - 0) |        | Spectateurs : 39 000 Arbitrage : Jerome Damon | Spectateurs : 39 000 Arbitrage : Jerome Damon |
| 17h00 UTC+0     | Feuille de match |         |        | Spectateurs : 39 000 Arbitrage : Jerome Damon | Spectateurs : 39 000 Arbitrage : Jerome Damon |

| 3e journée               | Congo            | 0 - 3   | Ghana                                 | Stade Alphonse Massamba-Débat, Brazzaville |                            |
| 27 mars 2011 15h30 UTC+1 |                  | (0 - 2) | Tagoe 20e · Adiyiah 43e · Muntari 83e | Arbitrage : Daniel Bennett                 | Arbitrage : Daniel Bennett |
| 27 mars 2011 15h30 UTC+1 | Feuille de match |         |                                       | Arbitrage : Daniel Bennett                 | Arbitrage : Daniel Bennett |

| 27 mars 2011 | Soudan                         | 3 - 0   | Eswatini | Al Merreikh Stadium, Omdurman |  |
| 20h00 UTC+3  | Al Basha 2e 63e · El Tahir 90e | (1 - 0) |          |                               |  |
| 20h00 UTC+3  | Feuille de match               |         |          |                               |  |

| 4e journée              | Ghana                                      | 3 - 1   | Congo         | Baba Yara Stadium, Kumasi |  |
| 3 juin 2011 17h00 UTC+0 | Vorsah 60e · Tagoe 66e · Agyemang-Badu 76e | (0 - 0) | Moussilou 73e |                           |  |
| 3 juin 2011 17h00 UTC+0 | Feuille de match                           |         |               |                           |  |

| 5 juin 2011 | Eswatini         | 1 - 2   | Soudan               | Somhlolo National Stadium, Lobamba |  |
| 17h00 UTC+2 | Kunene 80e       | (0 - 0) | Galag 64e · Hado 88e |                                    |  |
| 17h00 UTC+2 | Feuille de match |         |                      |                                    |  |

| 5e journée                   | Ghana                       | 2 - 0   | Eswatini | Ohene Djan Stadium, Accra |                          |
| 2 septembre 2011 18h00 UTC+0 | Gyan 9e · Agyemang-Badu 80e | (1 - 0) |          | Arbitrage : Adam Cordier  | Arbitrage : Adam Cordier |
| 2 septembre 2011 18h00 UTC+0 | Feuille de match            |         |          | Arbitrage : Adam Cordier  | Arbitrage : Adam Cordier |

| 4 septembre 2011 | Congo            | 0 - 1   | Soudan   | Stade Alphonse Massamba-Débat, Brazzaville |  |
| 15h30 UTC+1      |                  | (0 - 0) | Agab 77e |                                            |  |
| 15h30 UTC+1      | Feuille de match |         |          |                                            |  |

| 6e journée                 | Eswatini         | 0 - 1   | Congo     | Somhlolo National Stadium, Lobamba |  |
| 9 octobre 2011 15h00 UTC+2 |                  | (0 - 0) | Nkolo 47e |                                    |  |
| 9 octobre 2011 15h00 UTC+2 | Feuille de match |         |           |                                    |  |

| 9 octobre 2011 | Soudan           | 0 - 2   | Ghana                      | Al Merreikh Stadium, Omdurman |  |
| 16h00 UTC+3    |                  | (0 - 2) | Gyan 11e · John Mensah 20e |                               |  |
| 16h00 UTC+3    | Feuille de match |         |                            |                               |  |

## Buteurs
28 buts ont été inscrits en 12 rencontres dans le groupe I.
3 buts
- Prince Tagoe

2 buts
- Francky Sembolo
- Mohamed Tahir
- Emmanuel Agyemang-Badu

1 but
- Mohammed Ahmed Bisha
- Mudather El Taib
- Bader Eldin Abdalla Galag
- Ala'a Eldin Yousif
- Bakri Almadina
- Darren Christie
- Manqoba Kunene
- Dominic Adiyiah
- Sulley Ali Muntari
- André Ayew
- Hans Sarpei
- Isaac Vorsah
- Asamoah Gyan
- Barel Mouko
- Fabrice N'Guessi Ondama